# جزیره اورولوک
جزیره اورولوک یکی از آبخوست‌های آب‌سنگ حلقوی اورولوک در ایالت پوناپی در ایالات فدرال میکرونزی است. در گذشته، کسانی در این جزیره، زندگی می‌کردند. کار بیشتر آنان، کشاورزی و ماهی‌گیری بود. اما هم‌اکنون کسی در این جزیره، زندگی نمی‌کند. مساحت این جزیره ۰/۱۳ کیلومتر مربع است.

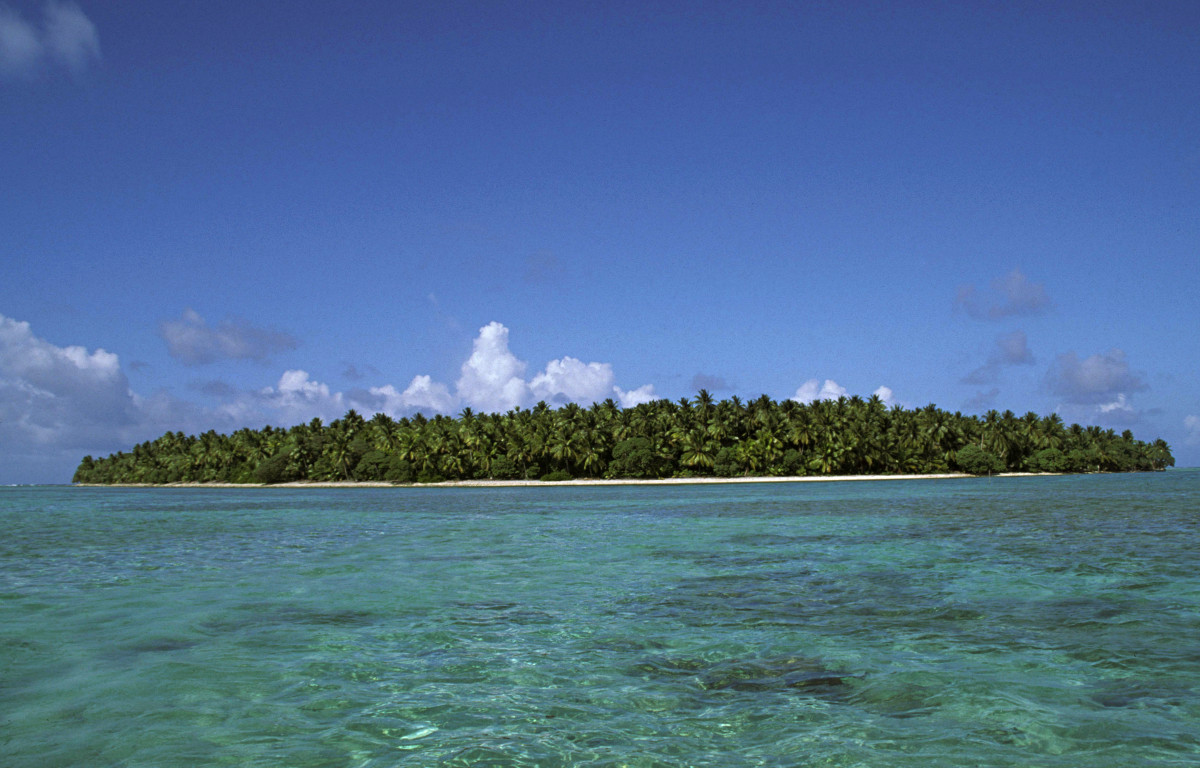
نمایی از جزیره اورولوک

## تاریخچه
آب‌سنگ حلقوی اورولوک توسط دریانورد اسپانیایی "آلونسو د آرلانو" در ۱۵۶۵ و سوار بر پاتاچه "سن لوکاس" کشف شد. او نام این آب‌سنگ حلقوی را "میرا کومو" (به اسپانیایی: Mira Cómo) (ببینید چگونه می‌روید) نامید. در ۷ آوریل ۱۷۷۳ افسر نیروی دریایی اسپانیایی دیگری به نام فلیپه تومپسون از آن بازدید کرد. او به خاطر سختی دسترسی به این آب‌سنگ حلقوی، آن را "باخو تریسته" (به اسپانیایی: Bajo Triste) (سد ساحلی غم‌انگیز) نامید. او همچنین این جزیره را "سن آگوستین" نیز نامید.

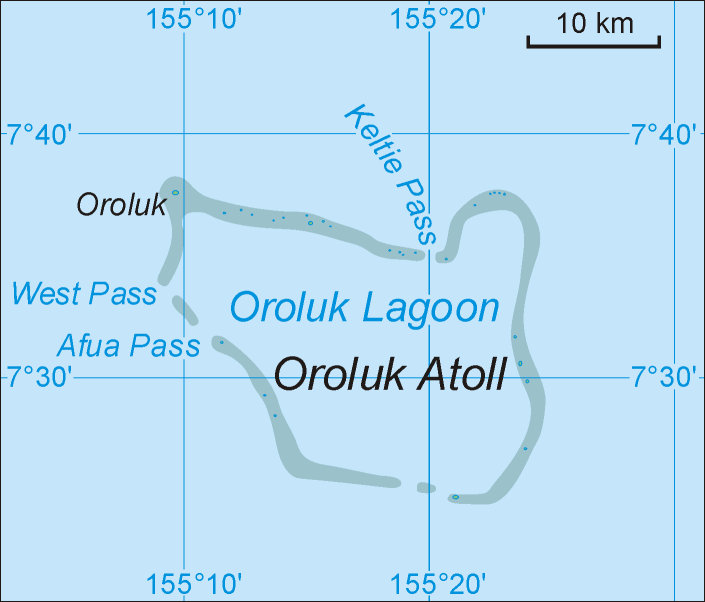
نقشه آب‌سنگ حلقوی اورولوک